# Stubbe – Von Fall zu Fall: Baby-Deal
Baby-Deal ist ein deutscher Fernsehfilm von Thomas Jacob aus dem Jahr 2000. Es handelt sich um den sechzehnten Filmbeitrag der ZDF-Kriminalfilmreihe Stubbe – Von Fall zu Fall mit Wolfgang Stumph in der Titelrolle.

## Handlung
Kommissar Wilfried Stubbe wird zum Sonntag zu einem neuen Fall gerufen. Eine junge Frau  wurde tot am Ufer der Elbe gefunden. Anhand der ersten Untersuchungen steht fest, dass sie aus Osteuropa stammt und mindestens vor vier Wochen vergraben wurde. Stubbe und Zimmermann gehen von einem Mord aus, nachdem sie Patronenhülsen am Tatort finden. Auch das Projektil kann gefunden werden und lässt Zimmermann spekulieren, dass sie es hier mit der Albanischen Mafia zu tun haben könnten, da die dazugehörige Waffe in diesen Kreisen vor Jahren zur Verwendung kam. Sicherheitshalber besorgt er sich und Stubbe deshalb Schutzwesten. Die gerichtsmedizinische Untersuchung ergibt, dass die junge Frau vor kurzem entbunden hat und so hoffen die Kommissare über die Hamburger Geburtskliniken die Identität der Toten ermitteln zu können.
Zeitgleich landet am Hamburger Flughafen das Ehepaar Sandor und Juli Kovacz aus Budapest, das sich auf der Suche nach seinem Baby befindet. Der jungen Frau wurde nach einem Kaiserschnitt mitgeteilt, dass ihr Kind angeblich gestorben sei. Doch ihr Ehemann fand heraus, dass der Klinikarzt in den internationalen Kinderhandel verstrickt ist. Diese Spur führte die beiden nun nach Hamburg, wo Sandor Kovacz den Anwalt der in Hamburg scheinbar legal agierenden Zentrale aufsucht. Dieser verspricht dem jungen Vater, die Angelegenheit aufzuklären und dem Ehepaar zu seinem Kind zu verhelfen. Unmittelbar nach Kovaczs Besuch   gibt Anwalt Papke Killer Holst den Auftrag, die jungen Eltern zu ermorden. So kommt es zu einer Schießerei vor der Pension, in der beide abgestiegen sind. Dabei wird Juli angeschossen und umgehend von Sandor ins Krankenhaus gebracht, der anschließend sofort untertaucht. Bei der Schießerei wurde auch Albaner Bono, einer der Täter, verletzt und daraufhin von Holst hingerichtet. Für die Polizei ergibt sich aufgrund der verwendeten Waffe ein Zusammenhang zu dem Opfer am Elbufer. Stubbe erkennt, dass sich die verletzte Juli Kovacz in einem schweren seelischen Konflikt befindet, der sie schweigen lässt. So wird das lokale Fernsehen eingeschaltet, wodurch die Hamburgerin Gabriele Fenske von den kriminellen Machenschaften erfährt, denen sie ihr gerade adoptiertes Kind verdankt. Sie will aber auf keinen Fall zur Polizei gehen, schließlich könnte ihr das Kind wieder weggenommen werden.
Sandor Kovacz besorgt sich inzwischen heimlich Unterlagen aus Papkes Adoptionszentrale und versucht so herauszufinden, wo sich sein kleiner Sohn aufhält. Damit ist nicht nur die Polizei hinter ihm her, sondern auch Holst, Papkes Killer. Zimmermann hat in Ungarn nachgefragt, was dort zu den Kovaczs bekannt ist und erfährt so von der angeblichen Totgeburt des Kindes. Stubbe kann Juli Kovacz dazu bringen, ihm den Grund ihrer Reise nach Deutschland zu verraten. Umgehend kontaktiert Stubbe die städtische Adoptionsstelle und lässt sich eine Liste der Ehepaare geben, die bisher nicht bei der offiziellen Adoption eines Säuglings berücksichtigt werden konnten. Diese Ehepaare werden von Zimmermann und Stubbe überprüft, was jedoch nicht gleich den erwünschten Erfolg bringt. Erst im Zusammenhang mit einem anderen Fakt, werden sie auf Familie Fenske aufmerksam. Umgehend begeben sich Stubbe und Zimmermann dorthin und geraten in Lebensgefahr, denn auch Kovacz hat die Familie gerade ausfindig gemacht - unbemerkt gefolgt von Holst. Dieser eröffnet das Feuer, als er entdeckt wird. Dank der Schutzweste, bleibt Stubbe unverletzt. Juli und Sandor Kovacz kann ihr Kind zurückgegeben werden und da durch Fenskes Aussage das illegale Adoptionsbüro ermittelt werden kann, wird auch Papke zur Verantwortung gezogen.

## Hintergrund
Der Film wurde in Hamburg und Umgebung gedreht und am 4. November 2000 um 20:15 Uhr im ZDF erstausgestrahlt.

## Kritik
Für die Kritiker der Fernsehzeitschrift TV Spielfilm äußerten sich kritisch: „Gewohnt gelassen schaukelt Kommissar Stubbe das Kind  und die Zuschauer in den Schlaf.“. Als Gesamtfazit zogen sie schließlich: „Unaufgeregt bis bieder: Stubbe eben“; sie vergaben dem sechzehnten Stubbe-Fall eine mittlere Wertung, indem sie mit dem Daumen zur Seite zeigten.